# 아스나로
〈아스나로〉(あすなろ)는 스즈무라 켄이치의 7번째 싱글이다. 2011년 8월 24일에 Lantis에서 발매되었다.

## 개요
스즈무라 켄이치의 전작 〈달과 스토브〉 이후 약 9개월만의 새 싱글로, 2011년 첫 번째 싱글이다.
표제곡 〈아스나로〉는 TV 애니메이션 《하느님의 메모장》의 엔딩 테마로 기용되었다.

## 수록곡
(작사: 스즈무라 켄이치)
1. 아스나로(あすなろ) [3:49]
작곡·편곡: 미야자키 마코토(宮崎誠)
  - TV 애니메이션 《하느님의 메모장》 엔딩 테마
2. 어느 혹성의 이야기(ある惑星の話) [4:50]
작곡·편곡: 시미즈 텟페이(清水哲平)